# Vincenzo Carrari
Vincenzo Carrari (14 de septiembre de 1539- 1596) fue un literato e historiador italiano.

## Biografía
Nació en Rávena el 14 de septiembre de 1539, hijo de Giovanna y Mario Andreoli.
Estudió Derecho en la Universidad de Bolonia y luego en la Universidad de Ferrara, donde fue laureado in utroque iure . Retornado a Rávena, tomó las órdenes sacerdotales. Fue canónigo de la catedral de su ciudad natal.

### Vida eclesial
Su fama de orador lo llevó a Roma, donde fue escuchado por el Papa Gregorio XIII a propósito de una disputa en curso entre las arquidiócesis de Rávena y de Bolonia. En el año 1584 fue nombrado canónigo de la Catedral de Rávena.

### Actividad como escritor
Carrari fue un escritor muy activo, especialmente en el campo literario y de erudición histórica. De sus obras, sólo una pequeña parte fue impresa. El resto se ha perdido.
Fue miembro de la Academia dei Selvaggi. Carrari falleció en 1596.

## Obras

### Literarias
En latín
- 1584 De medico atque illius erga aegros officio (Ravenna)
- 1588 Vita Desiderii Spreti historici Ravennatis (Venetiis)

En italiano
- 1572 Orazione per l'elezione di papa Gregorio XIII (Bolonia)
- 1577 Esposizione sopra la canzone estravagante "Quel ch'à la nostra natura in sé più degno" di Francesco Petrarca (Macerata)
- 1578 Vita di mad. Cristina Racchi Lunardi
- 1584 Dell'utilità della morte (Rávena), compuesta en ocasión de la muerte del pintor forlivés Luca Longhi.

### Históricas
Carrari escribió monografías sobre las más importantes familias nobles de su región. De ellas se imprimió solamente una: 
- 1583 Historia de' Rossi parmigiani (Historia de los Rossi de Parma). (Ravenna)
- Istoria di Romagna (Historia de la Romaña). Este trabajo, sin dudas el más valioso de los subsistentes de Carrari, permanece en gran parte inédito. En la biblioteca del Archiginnasio de Bolonia, en la de Classe de Rávena y en la comunal de Forlì se encuentran manuscritos de esta obra.  En el año 1880, Olindo Guerrini y Corrado Ricci iniciaron la publicación de la obra, pero alcanzaron a concretar sólo un cuarto del total. Recién en los años 2007-2009 se publicó la primera edición completa  (en dos volúmenes), trabajo de Umberto Zaccarini.